# Dicastério para o Clero
O Dicastério para o Clero (Dicasterium pro Clericis) é um dicastério da Cúria Romana responsável por analisar matérias relacionadas a padres e diáconos e supervisão a educação religiosa de todos os católicos.
O dicastério tem suas origens na "Sacra Congregatio Cardinalium Concilii Tridentini interpretum" instituída pelo Papa Pio IV em 2 de agosto de 1564. Está sediada no Palazzo delle Congregazioni, na Piazza Pio XII, em Roma.
Com a promulgação da Constituição apostólica Prædicate Evangelium, passa a se chamar Dicastério para o Clero.

## Prefeitos
- Carlos Borromeu (1564-1565)
- Francesco Alciati (1565-1580)
- Filippo Boncompagni (1580-1586)
- Antonio Carafa (1586-1591)
- Girolamo Mattei (1591-1603)
- Paolo Emilio Zacchia (1604-1605)
- Francesco Maria Bourbon del Monte (1606-1616)
- Orazio Lancellotti (1616-1620)
- Roberto Ubaldini (1621-1623)
- Cosimo de Torres (1623-1626)
- Bonifazio Bevilacqua Aldobrandini (1626-1627)
- Fabrizio Verospi (1627-1639)
- Giovanni Battista Pamphili (1639-1644) Eleito Papa em 1644
- Francesco Cennini de' Salamandri (1644-1645)
- Pier Luigi Carafa (1645-1655)
- Francesco Paolucci (1657-1661)
- Giulio Cesare Sacchetti (1661-1663)
- Angelo Celsi (1664-1671)
- Paluzzo Paluzzi Altieri degli Albertoni (1671-1672)
- Vincenzo Maria Orsini, O.P. (1673-1675) Eleito Papa em 1724
- Federico Baldeschi Colonna (1675-1691)
- Galeazzo Marescotti (1692-1695)
- Giuseppe Sacripante (1696-1700)
- Bandino Panciatici (1700-1718)
- Pier Marcellino Corradini (1718-1721)
- Curzio Origo (1721-1737)
- Antonio Saverio Gentili (1737-1753)
- Mario Millini (1753-1756)
- Giovanni Giacomo Millo (1756-1757)
- Clemente Argenvilliers (1757-1758)
- Ferdinando Maria de Rossi (1759-1775)
- Carlo Vittorio Amedeo Ignazio delle Lanze (1775-1784)
- Guglielmo Pallotta (1785-1795)
- Tommaso Antici (1795-1798)
- Filippo Carandini (1800-1810)
- Giulio Gabrielli, o Novo (1814-1820)
- Emmanuele de Gregorio (1820-1834)
- Vincenzo Macchi (1834-1841)
- Paolo Polidori (1841-1847)
- Pietro Ostini (1847-1849)
- Angelo Mai (1851-1853)
- Antonio Maria Cagiano de Azevedo (1853-1860)
- Prospero Caterini (1860-1881)
- Lorenzo Nina (1881-1885)
- Luigi Serafini (1885-1893)
- Angelo Di Pietro (1893-1902)
- Vincenzo Vannutelli (1902-1908)
- Casimiro Gennari (1908-1914)
- Francesco di Paola Cassetta (1914-1919)
- Donato Sbarretti (1919-1930)
- Giulio Serafini (1930-1938)
- Luigi Maglione (1938-1939)
- Francesco Marmaggi (1939-1949)
- Giuseppe Bruno (1949-1954)
- Pietro Ciriaci (1954-1966)
- Jean-Marie Villot (1967-1969)
- John Joseph Wright (1969-1979)
- Silvio Oddi (1979-1986)
- Antonio Innocenti (1986-1991)
- José Tomás Sánchez (1991-1996)
- Darío Castrillón Hoyos (1998-2006)
- Cláudio Hummes, O.F.M. (2006-2010) prefeito emérito
- Mauro Piacenza (2010- 2013) prefeito emérito
- Beniamino Stella (2013-2021)
- Lazarus You Heung-sik (2021-atual)